# Paweł Szweda
Paweł Szweda (ur. 26 czerwca 1953) – polski lekkoatleta, średniodystansowiec, medalista mistrzostw Polski, reprezentant kraju.

## Kariera sportowa
Był zawodnikiem klubu ROW Rybnik.
Reprezentował Polskę na halowych mistrzostwach Europy w 1978, gdzie odpadł w eliminacjach biegu na 800 m, z czasem 1:52,1. W latach 1978–1979 wystąpił w dwóch meczach międzypaństwowych (bez zwycięstw indywidualnych).
W  1979 został wicemistrzem Polski seniorów na otwartym stadionie w biegu na 800 metrów. W tej samej konkurencji zdobył także dwa tytuły halowego wicemistrza Polski seniorów (1978, 1979).
Rekord życiowy w biegu na 800 m: 1:48,06 (28.07.1979).